# Cyanocorax sanblasianus
Cyanocorax sanblasianus е вид птица от семейство Вранови (Corvidae).

## Разпространение
Видът е разпространен в Мексико.